# Balla/Donna
Balla/Donna è un singolo di Umberto Balsamo, pubblicato dalla Polydor nel 1979, estratto dall'album Balla.

## Tracce
Lato A
1. Balla – 3:15 (Umberto Balsamo)

Lato B
1. Donna – 4:00 (Umberto Balsamo)